# Cercle de fades

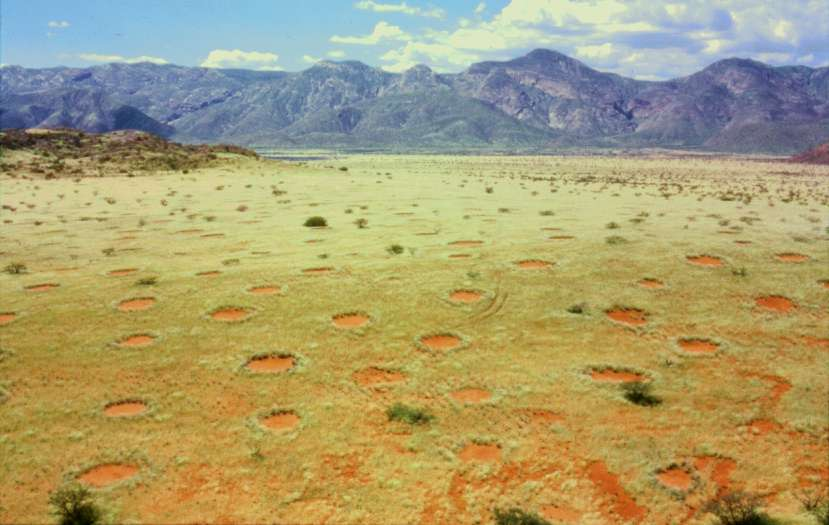
Cercles de fades al vall de Marienfluss (Namíbia)

Els cercles de fades són disposicions de plantes (tant terrestres com marines) al voltant d'una zona circular buida de qualsevol planta, que sol mesurar entre 2 i 10 metres de diàmetre. El fenomen es manifesta als deserts amb herba d'Austràlia i Namíbia. El cas de les algues es troba al mar Mediterrani i a la part danesa de l'estret Kattegat.

## Espècies
- Cymodocea nodosa (Mar Mediterrani)
- Posidonia oceanica (Mar Mediterrani)
- Zostera marina (zona danesa de Kattegat)[2]